# Terry Mosher
Terry Mosher, né le 11 novembre 1942 à Ottawa, est un caricaturiste politique canadien. Il dessine sous le nom d'Aislin dans le journal montréalais The Gazette.

## Biographie
Natif d'Ottawa, il fréquente quatorze écoles différentes à Montréal, Toronto et Québec.
Entré à l'École des beaux-arts de Montréal en faussant son diplôme, il commence à travailler pour le Montreal Star en 1969. Il dessine pour le quotidien montréalais The Gazette à partir de 1972.
Il a publié 26 livres.

## Honneurs
- Cinq prix du salon international de caricature
- Membre du temple de la renommée canadien de l'actualité, 1985
- Officier de l'Ordre du Canada, 2002
- Prix national de journalisme, à deux reprises
- Prix Squiddy